# Faulquemont
Faulquemont (deutsch Falkenberg, lothringisch Folkenburch) ist eine französische Stadt mit 5154 Einwohnern (Stand 1. Januar 2022) im Département Moselle in der Region Grand Est (bis 2015 Lothringen). Die Einwohner nennen sich Faulquinois. Ihre Spitznamen sind „stänesel“ oder „stenesel“.

## Geographie
Die Gemeinde  liegt in Lothringen an der Deutschen Nied, zehn Kilometer südwestlich von Saint-Avold (deutsch Sankt Avold) und etwa 33 Kilometer östlich von Metz. Neben den Höfen Bonhouse (Bohnhaus) und Herrenwald gehört seit dem 1. Mai 1973 das südlich gelegene Chémery-lès-Faulquemont (Schemmerich) zu Faulquemont.

## Geschichte
Der Ort wurde 1119 als Castrum apud Falconis montem, 1210 als falconis mons und 1238  als Faukemont erwähnt. Er gehörte den Bischöfen von Metz, wurde diesen jedoch seitens der Herzoge von Lothringen streitig gemacht, bis er im fünfzehnten Jahrhundert endgültig an Lothringen fiel.
Im Dreißigjährigen Krieg wurde Faulquemont so schwer verwüstet, dass im Jahr 1650 nur noch zehn Einwohner übriggeblieben waren. Erst 1683 begann man ernsthaft mit dem Wiederaufbau und der Neubesiedlung.
Im Jahr 1766 wurde der Ort zusammen mit dem Herzogtum Lothringen Frankreich angegliedert. Nach dem Frieden von Frankfurt vom 10. Mai 1871 kam er zurück an Deutschland, wo er dem Bezirk Lothringen im Reichsland Elsaß-Lothringen des Deutschen Reichs zugeordnet wurde.
Ende des 19. Jahrhunderts war Falkenberg ganz überwiegend deutschsprachig. In den Kirchen wurde auf Deutsch und Französisch gepredigt.
Nach dem Ersten Weltkrieg bestimmte der Versailler Vertrag die Abtretung Falkenbergs an Frankreich. Während des Zweiten Weltkriegs war die Region von der deutschen Wehrmacht besetzt.

### Bevölkerungsentwicklung
| Jahr      | 1962 | 1968 | 1975 | 1982 | 1990 | 1999 | 2007 | 2019 |
| Einwohner | 5201 | 5543 | 5533 | 5873 | 5432 | 5478 | 5502 | 5154 |

## Kultur und Sehenswürdigkeiten

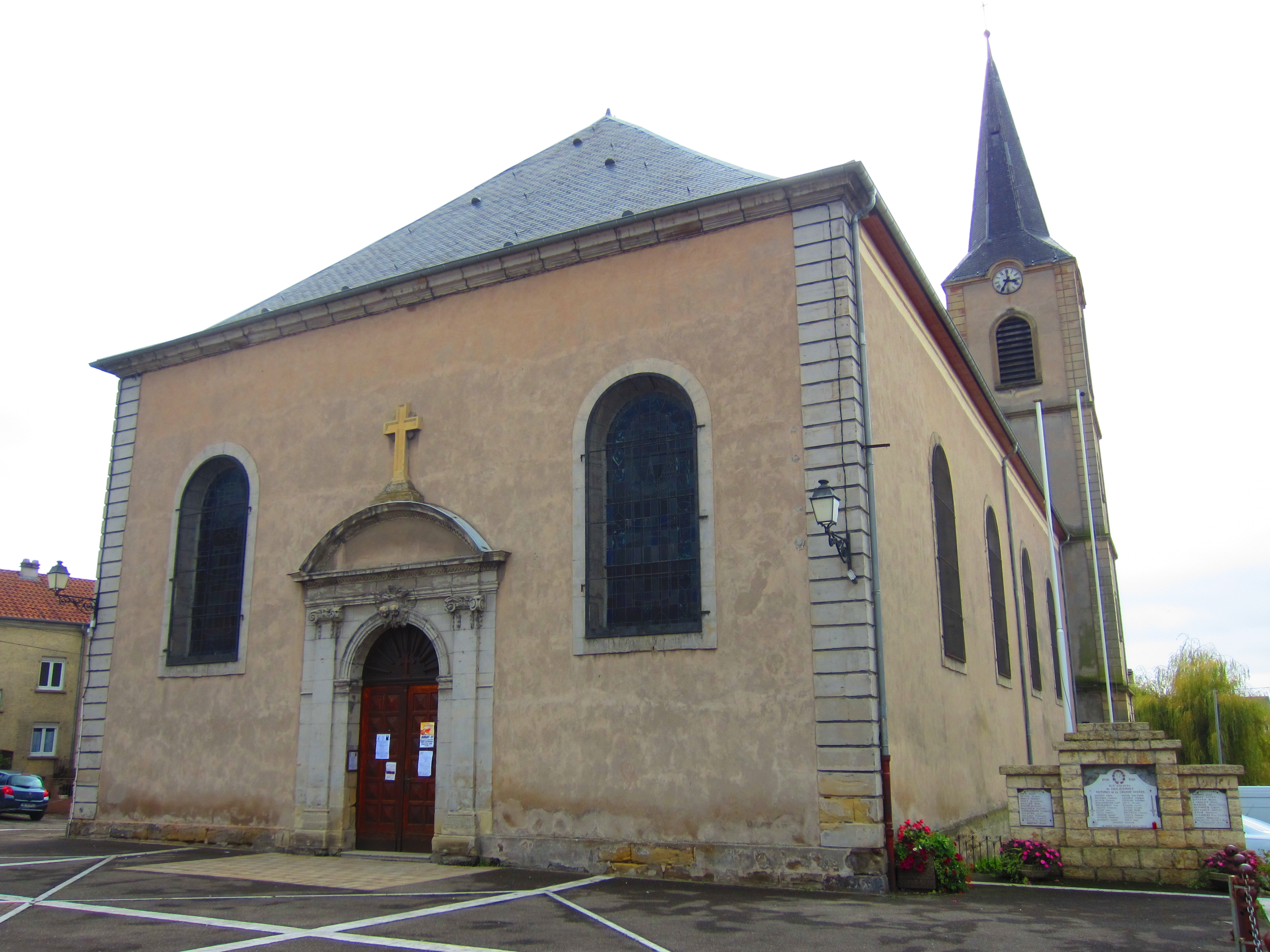
Kirche Saint-Vincent
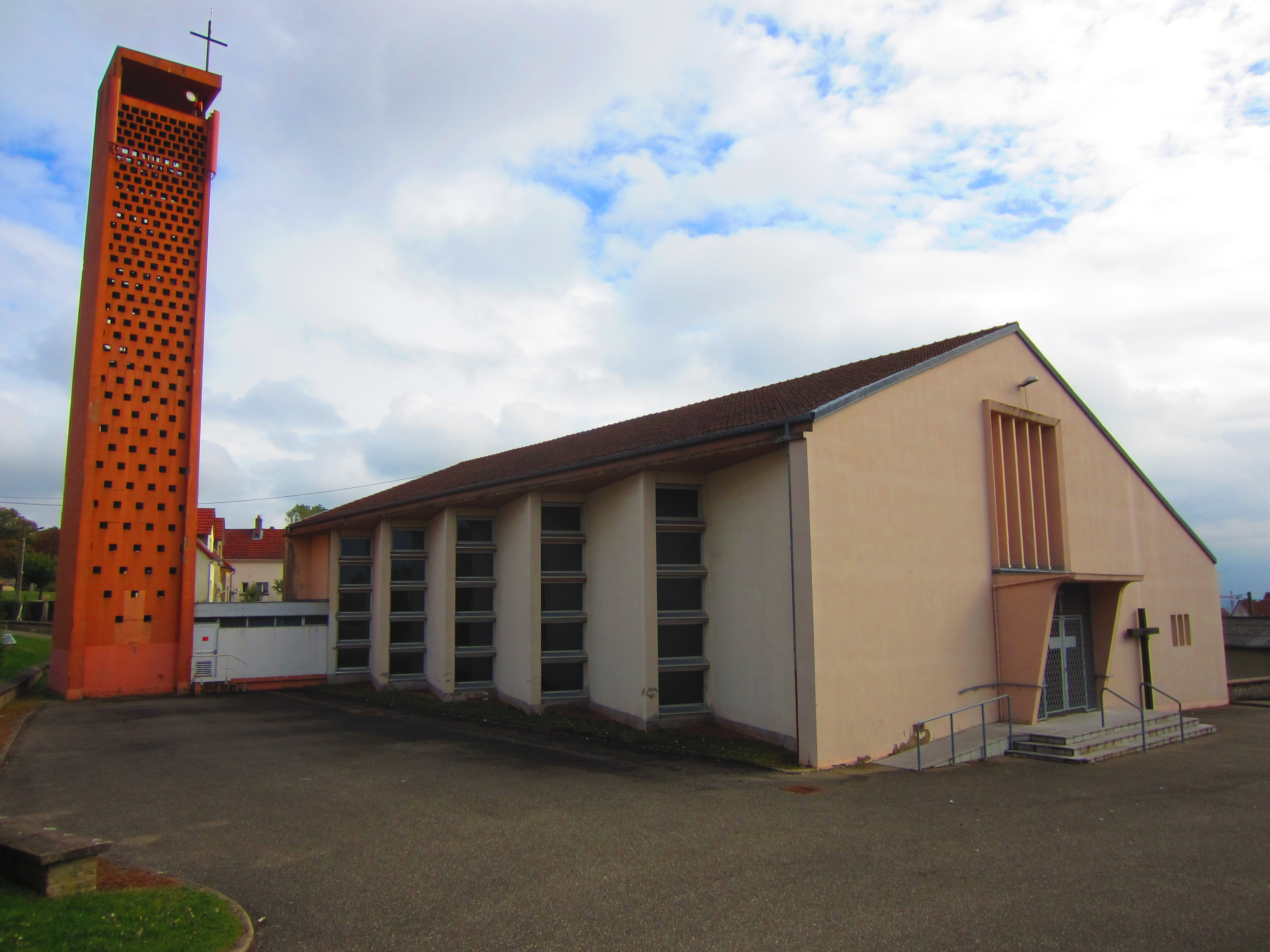
Kirche Sainte-Marie-Reine
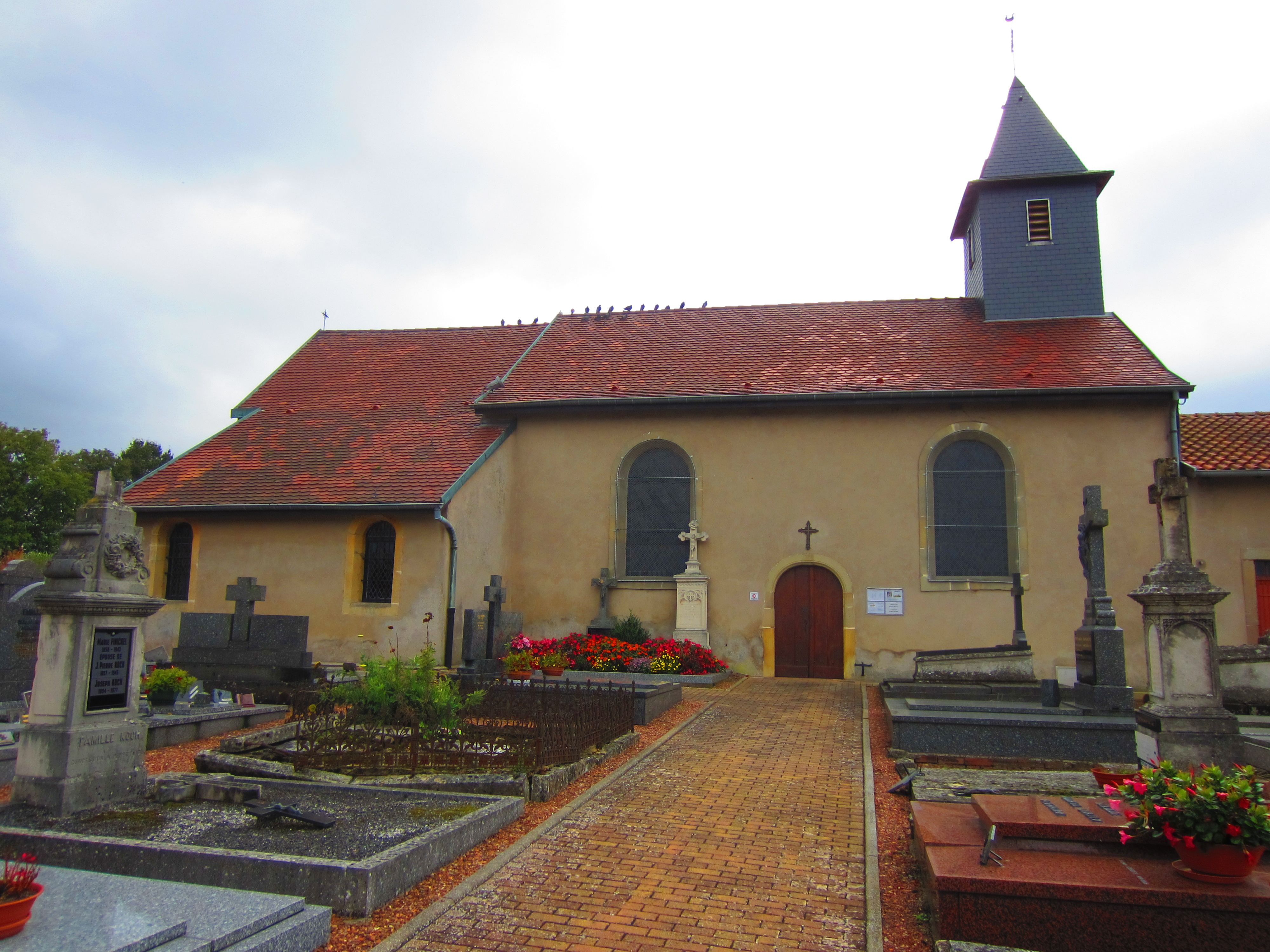
Friedhofskapelle Saint-Vincent
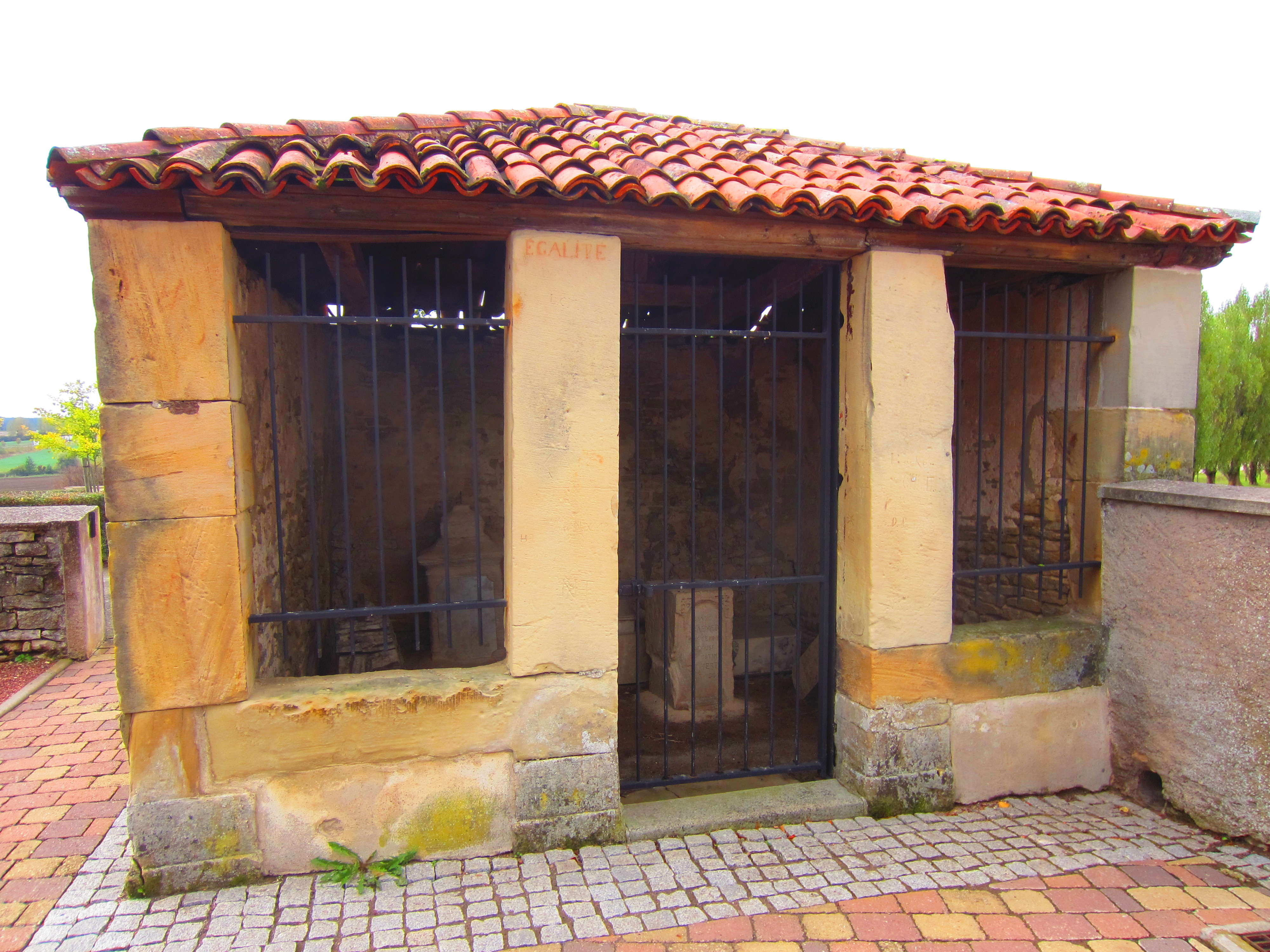
Beinhaus
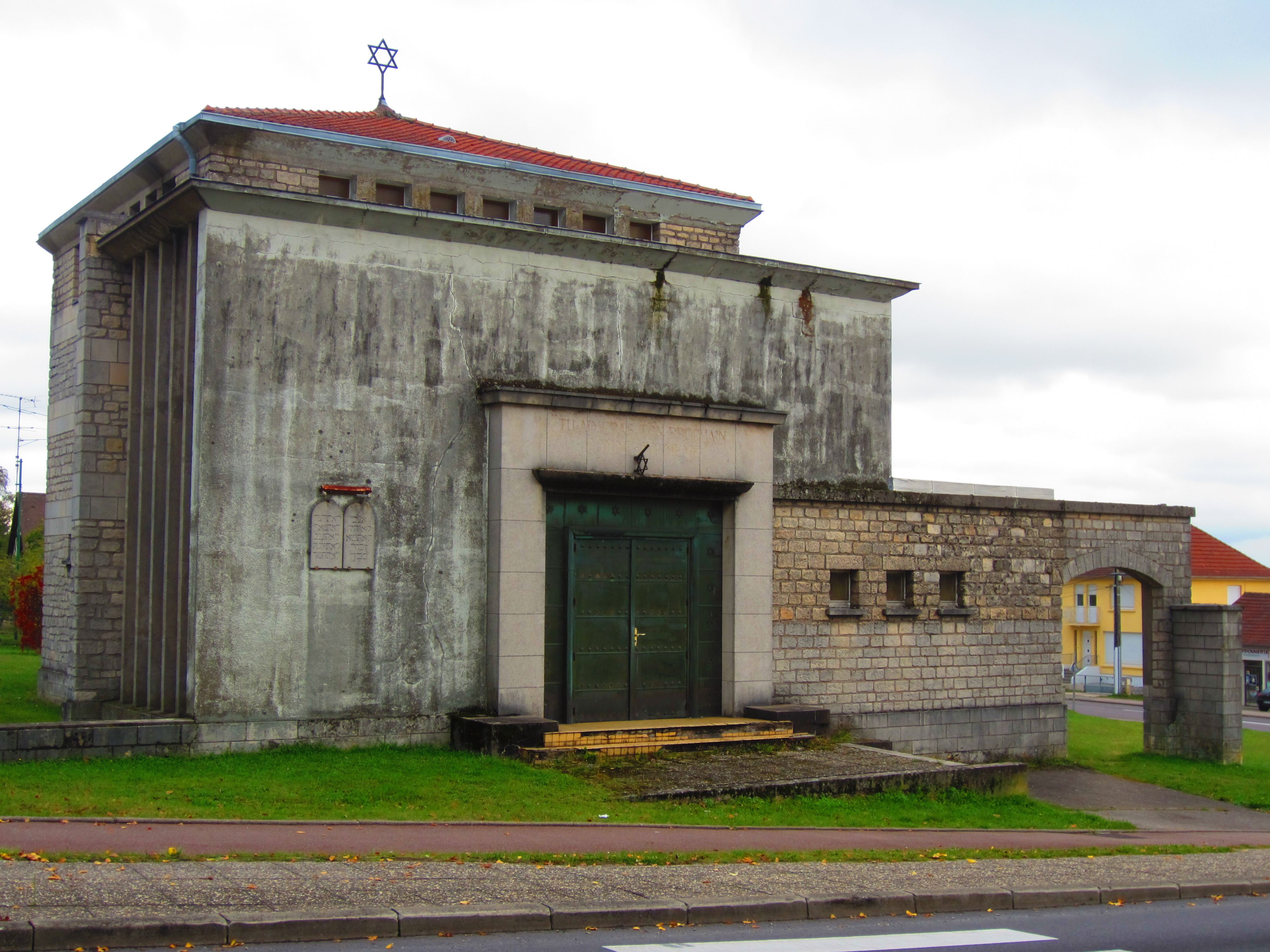
Synagoge
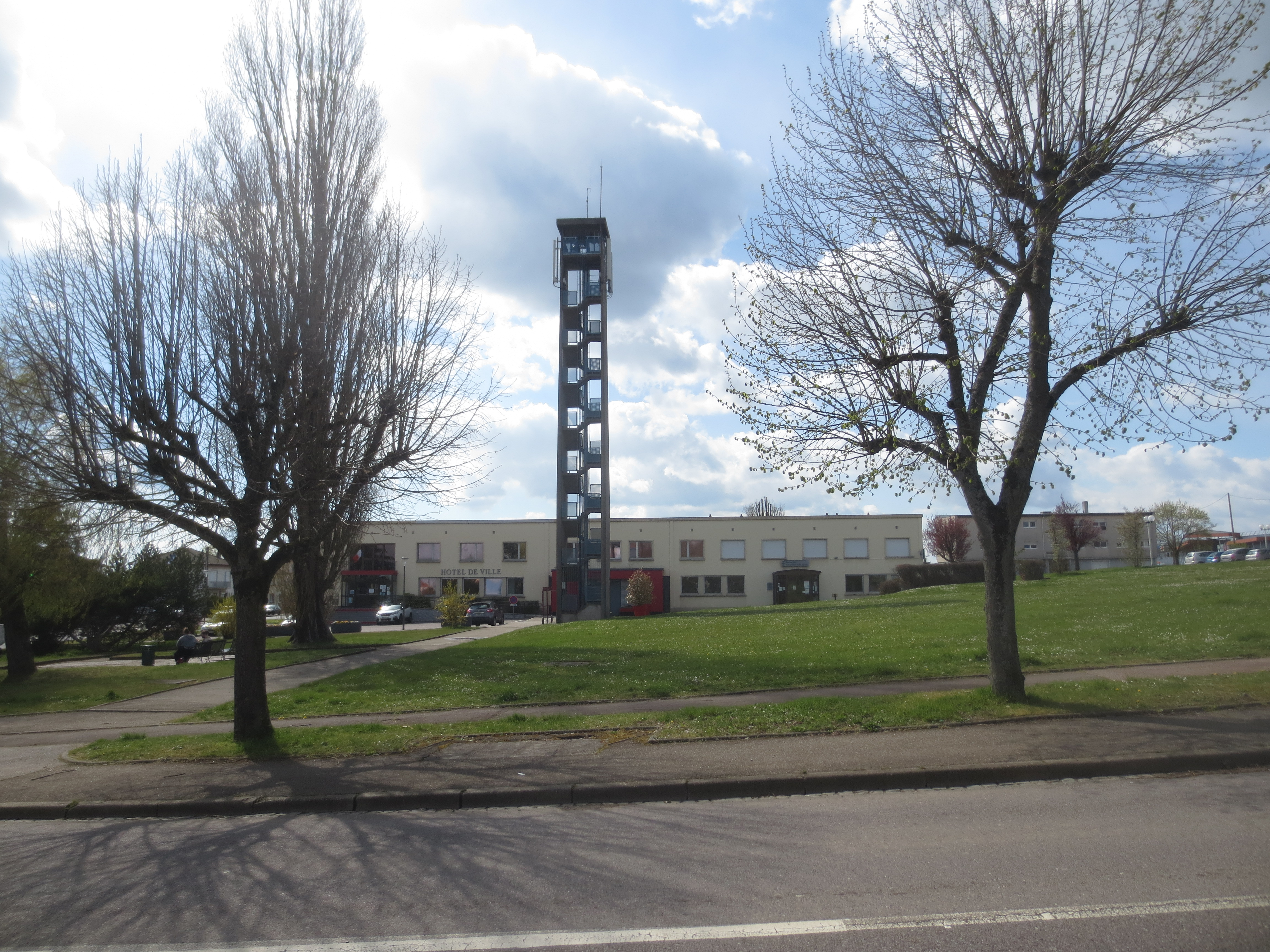
Rathaus (Hôtel de ville)